# Synaphobranchus dolichorhynchus
Synaphobranchus dolichorhynchus är en fiskart som först beskrevs av Lea, 1913.  Synaphobranchus dolichorhynchus ingår i släktet Synaphobranchus och familjen Synaphobranchidae. Inga underarter finns listade i Catalogue of Life.